# Corpo della giustizia militare
Il Corpo della giustizia militare fu un organismo speciale delle forze armate italiane, la cui funzione primaria era quella di gestire i processi per reati militari commessi dai membri a esse appartenenti.

## Storia
Il Corpo, nella sua ultima configurazione, nasce con regio decreto legge 28 novembre 1935 n. 2397, convertito nella legge 6 aprile 1936 n. 818 e modificato dall'articolo 5 del regio decreto legge I febbraio 1937 n. 395. L'anno successivo, con regio decreto 8 luglio 1937 n. 1826, ne veniva approvato il regolamento applicativo.
Con la riforma della Giustizia militare di cui alla legge 7 maggio 1981 n. 180 il Corpo ha subito una radicale modificazione, di cui uno dei punti più importanti è stata la smilitarizzazione dei magistrati, che ne erano la componente principale. Si parla infatti di Corpo degli ufficiali in congedo della Giustizia militare. Con il Decreto legislativo n. 66 del 15 marzo 2010 il Corpo è stato implicitamente sciolto. Difatti non vi è una norma precisa che ha previsto lo scioglimento, pertanto non è chiaro quale sia l'attuale posizione del Corpo.

## Composizione
Il Corpo prevedeva l'esistenza di tre distinti ruoli e due categorie:
- sono ruoli del Corpo il ruolo ordinario, quello di riserva e quello ausiliario;
- le categorie, per ciascuno dei tre ruoli, sono magistrati e dirigenti delle cancellerie;
Il ruolo ordinario e quello di riserva esistono fin dal tempo di pace, mentre quello ausiliario viene costituito esclusivamente in caso di mobilitazione generale o quando lo impongano altre eccezionali necessità, per la costituzione dei Tribunali Militari presso i Corpi di Spedizione all'Estero, ovvero per supplire alle carenze di organico.
Potevano accedere ai ruoli del Corpo i magistrati, in servizio od in congedo, i dirigenti delle cancellerie, gli avvocati ed i docenti universitari in materie giuridiche. In particolare appartengono agli effettivi del Ruolo Ordinario i magistrati e i cancellieri della giustizia militare, ed al Complemento del Ruolo Ordinario i magistrati e i cancellieri a riposo della magistratura ordinaria e i liberi professionisti che possono essere iscritti a domanda fino al completamento dei ruoli.
Il Ruolo della Riserva, invece, non ha un numero di posti predeterminato per legge e si compone di personale iscritto d'autorità (magistrati militari in congedo e docenti universitari di diritto militare) ovvero a domanda (liberi professionisti). Infine il Ruolo Ausiliario si compone di magistrati non militari in servizio, iscritti d'autorità fino al raggiungimento dell'organico minimo ed a domanda, docenti universitari in materie giuridiche, a domanda, avvocati dell'Avvocatura dello Stato, a domanda, e cancellieri in servizio presso la magistratura ordinaria, d'autorità fino al raggiungimento dell'organico minimo ed a domanda.
I componenti del Corpo venivano inquadrati nell'Esercito Italiano, con grado proporzionale alla propria anzianità di servizio.

## Funzioni e status
Gli ufficiali di giustizia militare gestivano gli aspetti operativi della giustizia militare ed in particolare gestiscono le cancellerie (ruolo dei cancellieri) e curano lo svolgimento delle udienze (ruolo dei magistrati).
A seguito dell'entrata in vigore del Codice dell'ordinamento militare il Corpo sembrerebbe implicitamente sciolto dal legislatore, pur conservandone alcuni privilegi per gli ex appartenenti, quali la facoltà di essere membro del Circolo ufficiali dell'Esercito o di iscriversi all'Unione nazionale ufficiali in congedo d'Italia.
L'Associazione nazionale giustizia militare ha presentato diverse proposte miranti a ricostituire il Corpo, come speciale componente delle Forze di completamento, sia come provvedimento indipendente, che come attuazione dell'articolo 2188 del Codice dell'ordinamento militare, che come parte di una più complessa riforma del processo penale militare.

## Fregi e mostrine
Il fregio del Corpo della giustizia militare è costituito da un'aquila in volo, sovrapposta ad una stella a cinque punte, inscritta in un serto d'ulivo sormontato da una corona turrita.
Le mostrine sono costituite da un rettangolo nero filettato d'oro.